# Halowe Mistrzostwa Europy w Lekkoatletyce 1984 – bieg na 800 m kobiet
Bieg na 800 metrów kobiet – jedna z konkurencji biegowych rozgrywanych podczas halowych lekkoatletycznych mistrzostw Europy w  hali Scandinavium w Göteborgu. Eliminacje zostały rozegrane 3 marca, a bieg finałowy 4 marca 1984. Zwyciężyła reprezentantka Czechosłowacji Milena Matějkovičová. Tytułu zdobytego na poprzednich mistrzostwach nie broniła Swietłana Kitowa ze Związku Radzieckiego.

## Rezultaty

### Eliminacje
Rozegrano 2 biegi eliminacyjne, do których przystąpiło 8 biegaczek. Awans do finału dawało zajęcie jednego z dwóch pierwszych miejsc w swoim biegu (Q). Skład finału uzupełniły dwie zawodniczki z najlepszym czasem wśród przegranych (q).
Opracowano na podstawie materiału źródłowego.
Bieg 1
| Miejsce | Zawodniczka        | Czas    | Uwagi |
| ------- | ------------------ | ------- | ----- |
| 1       | Doina Melinte      | 2:06,10 | Q     |
| 2       | Zuzana Moravčíková | 2:06,41 | Q     |
| 3       | Ludmiła Borisowa   | 2:06,71 |       |
| 4       | Martina van Dam    | 2:07,20 |       |

Bieg 2
| Miejsce | Zawodniczka          | Czas    | Uwagi |
| ------- | -------------------- | ------- | ----- |
| 1       | Milena Matějkovičová | 2:04,61 | Q     |
| 2       | Cristieana Cojocaru  | 2:04,71 | Q     |
| 3       | Petra Kleinbrahm     | 2:04,83 | q     |
| 4       | Jill McCabe          | 2:05,09 | q     |

### Finał
Opracowano na podstawie materiału źródłowego.
| Miejsce | Zawodniczka          | Czas    | Uwagi |
| ------- | -------------------- | ------- | ----- |
| 1       | Milena Matějkovičová | 1:59,52 | CR    |
| 2       | Doina Melinte        | 1:59,81 |       |
| 3       | Cristieana Cojocaru  | 2:01,24 |       |
| 4       | Jill McCabe          | 2:02,88 |       |
| 5       | Petra Kleinbrahm     | 2:03,46 |       |
| 6       | Zuzana Moravčíková   | 2:03,72 |       |